# Motnje zavesti
Motnje zavesti so spremembe v zavesti, pri čemer je zavest definirana kot stanje, v katerem se človek zaveda sebe in okolice. Motena je lahko stopnja zavesti (budnost) ali pa njena vsebina. Na podlagi tega ločimo kvantitativne in kvalitativne motnje zavesti. Med posameznimi motnjami ni vedno možno začrtati ostre meje. Motnje zavesti so najpogostejša nujna stanja v nevrologiji, nezavest pa je eno najnujnejših stanj v medicini in je običajno izraz hude bolezni. 

## Delitev motenj zavesti

### Kvantitativne motnje zavesti
Motena je stopnja zavesti, budnost. Ločimo 3 stopnje:
- somnolenca (otopelost): lažja motnja, podobna zaspanosti.[2] Zavest je zamegljena in upočasnjena, oseba se počasneje odziva na zunanje dražljaje, dražljaji se morajo stalno ponavljati, da lahko ostane budna. Značilna je izrazita zaspanost, povečan je delež časa, ki ga osebe prespijo. [1]
- sopor (stupor): stanje neodzivnosti, kjer je potreben močnejši in ponovni dražljaj, da osebo zbudimo.[2] Podobno je globokemu spancu, vendar glede na EEG ne gre za pravo spanje. [1]
- nezavest (koma): neodzivnost različnih oblik (plitka koma, koma alfa, globoka koma).[2] Oseba se okolice in sebe ne zaveda in se ne odziva na zunanje (npr. bolečina) in notranje (npr. žeja) dražljaje. Izraz koma se običajno uporablja za daljšo nezavest. [1]

### Kvalitativne motnje zavesti
Prisotne so vsebinske motnje zavesti. Ločimo 3 oblike:
- zmedenost: delna dezorientacija, napačno tolmačenje dogajanja okoli sebe.[2] Oseba je zbegana, težko sledi ukazom, je časovno in krajevno dezorientirana (ne ve, kje je, ne pozna dneva, meseca, letnega časa, leta ...). Nekatera dogajanja okoli sebe si napačno razlaga. Moten je spomin, pogosta je zaspanost, ki jo lahko spremlja nočni nemir.[1]
- zamračenost: zmotno doživljanje in tolmačenje dogajanja v okolju, stik z okoljem je ohranjen.[2]
- delirij (delirantno skaljena zavest): zmotno doživljanje okolice, halucinacije, blodnjavost, pogosto nemir ali celo agresivnost.[2] Značilna je dezorientiranost, strah, huda vzdražljivost, motnje v razumevanju zunanjih dražljajev.[1]

## Vzroki za motnje zavesti
Vzroki so nevrološke bolezni ali stanja, ki povzročijo moteno delovanje možganov:
- poškodbe (travma) glave in možganov;
- spremembe telesne temperature (pregretje, podhladitev);
- okužbe (infekcije);
- psihiatrične motnje;
- subarahnoidalna krvavitev;
- možganska kap;
- šok;
- tvorbe, ki pritiskajo na možgane (npr. tumor);
- alkohol in zdravila;
- motnje hormonov (npr. ščitničnih);
- motnje elektrolitov;
- sladkorna bolezen (prenizka ali previsoka koncentracija glukoze);
- pomanjkanje kisika;
- zastrupitve, opiati;
- moteno delovanje ledvic (uremija)